# Typhlodromus datongensis
Typhlodromus datongensis är en spindeldjursart som beskrevs av Wang och Xu 1991. Typhlodromus datongensis ingår i släktet Typhlodromus och familjen Phytoseiidae. Inga underarter finns listade i Catalogue of Life.